# لیندا بای وایدا
لیندا بای وایدا (به آلمانی: Linda b. Weida) یک شهر در آلمان است که در گرایتس واقع شده‌است. لیندا بای وایدا ۴۷۱ نفر جمعیت دارد.